# 17412 Kroll
17412 Kroll è un asteroide della fascia principale. Scoperto nel 1988, presenta un'orbita caratterizzata da un semiasse maggiore pari a 2,4054869 UA e da un'eccentricità di 0,1521771, inclinata di 5,56388° rispetto all'eclittica.